# Internationaux Féminins de la Vienne 2012
L'Internationaux Féminins de la Vienne 2012 è stato un torneo di tennis facente parte della categoria ITF Women's Circuit nell'ambito dell'ITF Women's Circuit 2012. È stata la 16ª edizione del torneo che si è giocata a Poitiers in Francia dal 22 al ottobre 2012 su campi in cemento (indoor) e aveva un montepremi di $100,000.

## Partecipanti

### Teste di serie
| Nazionalità | Giocatrice           | Ranking* | Testa di serie |
| ----------- | -------------------- | -------- | -------------- |
| Francia     | Alizé Cornet         | 43       | 1              |
| Russia      | Elena Vesnina        | 65       | 2              |
| Romania     | Monica Niculescu     | 70       | 3              |
| Slovacchia  | Magdaléna Rybáriková | 71       | 4              |
| Svezia      | Johanna Larsson      | 74       | 5              |
| Romania     | Alexandra Cadanțu    | 85       | 6              |
| Russia      | Aleksandra Panova    | 88       | 7              |
| Francia     | Kristina Mladenovic  | 95       | 8              |

- Ranking al 15 ottobre 2012

### Altre partecipanti
Giocatrici che hanno ricevuto una wild card:
- Julie Coin
- Alizé Cornet
- Myrtille Georges
- Aravane Rezaï

Giocatrici che sono passate dalle qualificazioni:
- Catalina Castaño
- Mădălina Gojnea
- Elica Kostova
- Anna Karolína Schmiedlová

## Vincitori

### Singolare
Mónica Puig ha battuto in finale  Elena Vesnina con il punteggio di 7–5, 1–6, 7–5

### Doppio
Catalina Castaño /  Mervana Jugić-Salkić hanno battuto in finale  Stéphanie Foretz Gacon /  Tatjana Maria con il punteggio di 6–4, 5–7, [10–4]